# Tobias Smollett
Tobias George Smollett (Dalquhurn, Renton (Skócia), 1721. március 19. – Livorno, Olaszország, 1771. szeptember 17.) skót író. Nevét pikareszk regényei tették ismertté.

## Életútja
Orvosi tanulmányait a Glasgow-i Egyetemen végezte. 1739-ben megpróbálkozott a drámaírással, de nem aratott sikert. 1741-től néhány évig egy nyugat-indiai expedíció hajóorvosa (sebésze) volt. Miután 1746-ban kalandos úton hazatért, irodalommal kezdett foglalkozni. Először a cullodeni ütközetről (1746) írt Tears of Scotland című költeménye jelent meg, melyben a királyi csapatok kegyetlenségét ostorozza. Többnyire Londonban lakott, de Franciaországot és Itáliát is beutazta; ennek eredménye 1766-ban kiadott útirajza. Írt történeti munkát (History of England, 1758) és szatirikus műveket is, időszaki lapoknak is dolgozott. Fordított Voltaire-től és lefordította Cervantes Don Quijote című pikareszk regényét (1755). 
Az irodalomtörténet leginkább pikareszk regényeit tartja számon mint a kor jellegzetes alkotásait: Roderick Random; Peregrine Pickle; Ferdinand Count Fathom; Sir Launcelot Greaves; The Expedition of Humphry Clinker. Útirajza (Travels through France and Italy, 1766) Franciaországban és Itáliában tett utazásáról szól, „élményei egy rossz kedélyállapotban levő beteg ember morgolódásából adódnak, aki a kákán is csomót keres, és rossz szállodai szobákból, ízléstelenül öltöző, műveletlen emberekből rakja össze a külföldet.” Könyve arról is nevezetes, hogy ezekre a „morgolódásokra” válaszul írta meg Laurence Sterne derűs hangulatú és maradandóbbnak bizonyult Érzelmes utazását 1768-ban.
Egy ideje bélbetegségben szenvedett. Miután gyógyulást keresett Bathban, 50 évesen, Livornóban halt meg. A helyi angol temetőben helyezték örök nyugalomra.

## Fontosabb munkái
- The Adventures of Roderick Random (1748)
- The Adventures of Peregrine Pickle (1751)
- The Adventures of Ferdinand Count Fathom (1753)
- The Life and Adventures of Sir Launcelot Greaves (1760–1761 folytatásokban; kötetben 1762)
- Travels through France and Italy (1766)
- The Expedition of Humphry Clinker (1771)

## Magyarul
- Roderick Random; ford. Julow Viktor, utószó: Ungvári Tamás, Európa, Budapest, 1960
- Humphry Clinker kalandozásai; ford. Szobotka Tibor, jegyz. D. Bartha Katalin, Stephanides Károlyné; Európa, Budapest, 1971